# Ipeľská pahorkatina
Ipeľská pahorkatina je geomorfologický podcelek Podunajské pahorkatiny. Tvoří ji území, ležící mezi údolími řek Hron a Štiavnica.

## Vymezení
Podcelek se nachází na východním okraji Podunajské pahorkatiny a zabírá pás území mezi Hronskou a Ipeľskou nivou. Východním směrem leží Ipeľská niva a Bzovícka pahorkatina (podcelek Krupinské planiny), severní okraj vymedzují Štiavnické vrchy s podcelky Sitnianska vrchovina a Hodrušská hornatina. Západně pokračuje Podunajská pahorkatina Hronskou nivou a jižní okraj se dotýká pohoří Burda.

## Dělení
Ipeľská pahorkatina se dělí na tyto části:
- Bajtavská brána
- Zalabský chrbát
- Santovská pahorkatina
- Brhlovské podhorie
- Sebechlebská pahorkatina
- Bátovská pahorkatina
- Čajkovská zníženina

## Geologie
Rozčleněná pahorkatina na různých neogenních sedimentech a pyroklastikách s ostrůvky mezozoika, rozlámaných a překrytých sprašů a sprašovými hlínami. Po zlomech vystupují minerální a termální vody v Santovce, Slatine a v Dudincích.

## Chráněná území
Na území Ipeľskej pahorkatiny leží maloplošná chráněná území:
- Horšianska dolina – národní přírodní rezervace
- Travertínová kopa – přírodní památka
- Zlepencová terasa – přírodní památka
- Dudinské travertíny – přírodní památka
- Sovie vinohrady – přírodní rezervace
- Kráľovičova slatina – chráněný areál
- Bohunický park – chráněný areál[2]

## Doprava
Severojižním směrem vede evropská silnice E77 (Zvolen – Budapešť) v trase silnice I/66 (Zvolen – Šahy), kterou u Horných Semerovců kříží silnice I/75 (Nitra – Hontianske Nemce). Severním okrajem vede silnice I/51 (Levice – Banská Štiavnica). Ze severu na jih vede i železniční trať Zvolen – Čata.